# サレシ・ラヤシ
サレシ・ラヤシ（Salesi Rayasi、1996年12月25日 - ）は、トップ14RCヴァンヌに所属するラグビーユニオン選手。

## プロフィール
- ニュージーランド・ウェリントン出身[1]。
- ポジションはウィング(WTB)。
- 身長 175cm、体重 83kg
- U20サモア代表に選ばれたことがある[2]。

## 略歴
2018年、ラグビーワールドカップセブンズ2018の7人制ニュージーランド代表に選ばれて優勝に貢献。
2019年、ハリケーンズに加入。
2024年、RCヴァンヌに加入。 